# Tipula (Lunatipula) caudispina
Tipula (Lunatipula) caudispina is een tweevleugelige uit de familie langpootmuggen (Tipulidae). De soort komt voor in het Palearctisch gebied.